# Charles Milhaud
Pour les articles homonymes, voir Milhaud.
Charles Milhaud, né le 20 février 1943 à Sète, est un homme d'affaires français, ancien président du directoire de la Caisse nationale des Caisses d'épargne et président du conseil de surveillance de Natixis.

## Biographie

### Carrière professionnelle
Technicien supérieur en électromécanique de formation, Charles Milhaud fait toute sa carrière au sein des Caisses d'épargne. Il entre en 1964 à la Caisse d'épargne de Sète dont son père est directeur en tant que caissier, et en devient à son tour le directeur en 1967. 
Directeur général adjoint (1980), directeur général (1983) puis président de la Caisse de Marseille en 1985 puis (1985-1999) du directoire de la Caisse d'épargne des Bouches-du-Rhône et de la Corse, devenue Caisse d'épargne Provence-Alpes-Corse en 1992, il occupe également les fonctions de secrétaire général de l'union régionale des Caisses d'épargne du Sud-Est jusqu'en 1983.
Membre de la commission Ancian en 1981, il siège au conseil de surveillance du Centre national des Caisses d'épargne et de prévoyance (CENCEP) instauré par la loi du 1er juillet 1983. Il est élu vice-président du conseil d'administration de la Caisse centrale des Caisses d'épargne dès sa création en 1995. 
Au départ de René Barberye, qu'il remplace en février 1999, il devient donc à la fois président du directoire du CENCEP et du conseil d'administration de la Caisse centrale, et ce jusqu'à leur fusion au sein de la Caisse nationale des Caisses d'épargne en septembre 1999. Il est président des caisses d'épargne lorsque celles-ci se transforment en banques coopératives dans des conditions qui ont été très largement critiquées. 
De plus, à partir de 1999, il ouvre une période de 8 ans d'acquisitions (voir paragraphe ci contre) dont dans le domaine bancaire : les Banques de Tahiti, Bank of Hawai, des Mascareignes (Île Maurice) de Nouvelle-Calédonie, la Banque marocaine du commerce extérieur, San poala France (future Banque Palatine). Dans l'immobilier sont acquis également le Crédit foncier, Nexity, le courtier Meilleurtaux et Entenial,. La banque d'investissement Ixis qui sera fusionnée par la suite avec la filiale Natexis des Banques populaires pour former Natixis fin 2006, est acquise. Dans les assurances, le groupe acquiert la Coface et un holding commun incluant la Macif et la Maif. Enfin, 8% du capital de la banque privée Lazard sont également financés.  
À cette date, il est élu président du directoire de cette dernière, fonction à laquelle il est reconduit pour six ans à compter de janvier 2004. 
En 2002, puis de nouveau deux ans plus tard, il est vice-président de la compagnie financière EULIA, créée en partenariat avec l'établissement public de la rue de Lille. Il est président de cette compagnie en 2003, année au cours de laquelle est annoncée sa cession ainsi que les activités d'IXIS à l'Écureuil, par laquelle le groupe acquiert le statut de banque universelle.
À la tête du conseil d'administration de la Financière OCÉOR depuis sa création, Charles Milhaud a présidé le Groupement européen des Caisses d'épargne en 1999-2000 ; il en est de nouveau président depuis 2003 et jusqu'en décembre 2006. 
Membre du conseil d'administration du Groupement national de la coopération depuis juin 2000, il a été élu en septembre 2006, pour une durée d'un an, à la présidence de la Fédération bancaire française, où il succède ainsi à Baudouin Prot, directeur général de BNP Paribas.
Administrateur de nombreuses sociétés comme la Compagnie générale des eaux ou Sodexho Alliance (depuis 2002), il préside également depuis septembre 2005 le conseil d'administration du Centre national d'enseignement à distance (CNED). En outre, il a été président ou vie-président des conseils de différentes sociétés : Natixis, filiale commune des groupes Banque populaire et Caisse d'épargne, le Crédit immobilier et hôtelier, Nexity. Il demeure le président du conseil d'administration de la Banque tuniso-koweïtienne (Tunisie) depuis le 22 janvier 2008 et président du conseil de surveillance de l'institut de prospective économique du monde méditerranéen (Ipemed) depuis le 7 juillet 2008.
En 7e position dans la liste UMP des 9e et 10e arrondissements de Marseille (5e secteur) conduite par Jean-Claude Gaudin pour les élections municipales des 9 et 16 mars 2008, il est élu conseiller municipal.

## L'échec du Groupe Caisse d'épargne

### Les origines
À partir de 1999, sous l'impulsion de Charles Milhaud, la Caisse d'épargne ouvre une période de 8 ans d'acquisitions dont dans le domaine bancaire  : les Banques de Tahiti, Bank of Hawai, des Mascareignes (Ile Maurice) de Nouvelle-Calédonie, la Banque marocaine du commerce extérieur, la Banque Sanpoalo France qui devient  la Banque Palatine. Dans l'immobilier sont acquis également le Crédit Foncier, Nexity, le courtier Meilleurtaux et Entenial,. La banque d'investissement Ixis qui sera fusionnée par la suite avec la filiale Natexis des Banques Populaires pour former Natixis fin 2006, est acquise. Dans les assurances, le groupe acquiert la Coface et un holding commun incluant la Macif et la Maif. Enfin, 8 % du capital de la banque privée Lazard sont également financés.  
L'objectif défini par Charles Milhaud est de faire des Caisses d'Epargne une banque universelle en intégrant notamment des secteurs jusqu'alors inédit pour une banque d'épargne mutualistes et ses équipes et notamment des activités plus risquées comme le financement des PME, la banque d'investissement et l'immobilier. 
En 2003, il déclarait notamment devant la presse « Elle (la gestion d'actifs) fait partie des activités des Banques universelles, et nous devons y être présents. Nous une sommes une véritable banque. De plein exercice. Sans Guillemets. Chacun devra s'y habituer ».
En devenant un nouvel acteur de taille du monde bancaire, la Caisse d'épargne devait être capable de rivaliser avec les grands établissements européens, américains et asiatiques.
Cette nouvelle ligne politique qui va mener à une démutualisation va également avoir pour conséquence de faire exploser le pacte d'actionnaire qui lie la Caisse nationale des Caisses d’épargne à la Caisse des dépôts et consignation depuis 2002. Dirigé par Francis Mayer depuis décembre 2002, la CDC est le partenaire majoritaire avec plus de 35 % de la Caisse nationale des Caisses d'épargne et ce depuis plus de 150 ans et ce en vertu d'un pacte d'actionnaires valable jusqu'en 2010 qui oblige en outre la Caisse d'épargne a informer la CDC de tout changement de stratégie. 
Or, en 2006, la tractation concernant la fusion des filiales d'investissement de la Caisse d’épargne, Ixis, avec celle de la Banque populaire, Natexis, est faite en maintenant dans l'ignorance son principal actionnaire la Caisse des Dépôts et Consignations. Cette dernière va alors souligner les risques de la stratégie financière de Charles Milhaud, alors soutenu par les pouvoirs publics et notamment le ministre de l'économie Nicolas Sarkozy, en se désarrimant de la CDC pour aller vers les marchés financiers. 
René Barbier de La Serre, ex-président du Conseil des marchés financiers (CMF), exprime également au journal Le Monde, le 28 avril 2006, sa stupéfaction après ce viol du pacte d’actionnaires : « Je suis profondément étonné par la désinvolture avec laquelle la Caisse nationale des caisses d'épargne traite sa propre signature (…) Dans la vie économique courante, il n'y a pas d'échange sans respect des engagements pris. On aurait tort de penser que la vie financière fonctionne différemment : les marchés financiers requièrent régulation et éthique. »
La CDC, dont l’objectif est de défendre l'intérêt général va accepter le divorce qui va être effectué au prix fort de 6,8 milliards d'euros permettant à la Caisse d’Épargne de devenir indépendante mais affaiblissant profondément les fonds propres de l'établissement.

### Les résultats
Natixis, et la stratégie d’acquisitions d'actifs risqués, est un échec patent pour les deux ex-groupes, Banque populaire et Caisse d'épargne. Introduit en bourse au prix de 19,95 euros, le titre s'effondre en janvier 2008 à 12 euros puis à 1,50 euro dû aux effets de la crise des subprimes et aux investissements pris au cours des années précédentes. La filiale américaine de Natixis, le réhausseur de Crédit CIFG, requiert en urgence une recapitalisation évaluée de 500 millions à 1 milliard d'euros, puis finalisé à hauteur de 1,5 milliard d'euros. Le 26 février 2009, la publication des résultats de Natixis est de 2,8 milliards de perte et 31 milliards d'actifs illiquides donc non vendables.  
En parallèle, l'acquisition de certains actifs notamment Nexity, considérés comme surpayés lors de leurs acquisitions  se révèlent très sensibles à la crise. Valorisé 1,2 milliard d'euros à l'acquisition, Nexity voit son action chuter de 40% lors de cette dernière. Le groupe Caisse d’épargne perd également 450 millions d'euros à la suite du scandale de Bernard Madoff.    
Les pertes cumulées à fin 2008 acculent gravement les deux groupes bancaires et risquent d'entrainer leur chute. Elles sont évaluées à 2,5 milliards d'euros en février 2009.

### Les conséquences
L’État, soucieux de consolider et de stabiliser la situation financière chancelante des deux groupes et de rassurer l'opinion publique qu'il a lui même généré après avoir permis leur mutation, annonce la fusion de ses derniers sous la direction de François Perol et en injectant 7 milliards d'euros dans l'opération le 24 juin 2009. 
En parallèle, le 19 octobre 2008, à la suite d'une perte supplémentaire des Caisses d'épargne de 695 millions d'euros, et sous la pression de l'État, Charles Milhaud doit quitter la présidence du directoire de la Caisse nationale des Caisses d’épargne ainsi que de la présidence du conseil de surveillance de Natixis,,. 
Il accuse alors deux membres de la direction de l'ex-Groupe Banque populaire, Philippe Dupont et Bruno Mettling, d'avoir orchestré une campagne de dénigrement pour forcer sa chute de la direction du groupe.
Il est resté par la suite président du conseil de surveillance d'OCEOR, une filiale des Caisses d'épargne à l'outre-mer, possédant un réseau d'établissements aux Antilles, Tahiti, Nouvelle-Calédonie.
Le 29 mai 2009, il est annoncé que Charles Milhaud quitterait ses activités en juillet 2009.

### Les raisons de l'échec
L'objectif poursuivi par Charles Milhaud était de faire de la Caisse d'épargne une banque universelle,.
Mais outre l'acquisition d'actifs survalorisés, et la prise d'indépendance houleuse, il est important de noter également que l'expansion menée sous la direction de Charles Milhaud a été faite sans disposer des personnels et ressources nécessaires à la gestion des nouveaux actifs. 
Un ancien directeur des Caisses d'épargne ayant participé à un mouvement d'opposition à la politique de Charles Milhaud mise en œuvre par son directeur Nicolas Merindol, a témoigné en ce sens :"On n'était pas formés pour ces nouveaux métiers". 
Le contrôle des risques n'a également pas été effectué. En 2004, le groupe est invité à plusieurs reprises à contrôler ces derniers sans résultats notables. En 2006, la Commission bancaire a infligé au groupe un blâme, sanction rarissime dans le monde bancaire, et une amende d'un million d'euros pour avoir « enfreint plusieurs dispositions réglementaires en matière de contrôle interne en ne mettant pas en place un dispositif de pilotage et de surveillance des risques". »
En effet, plusieurs opérations d'acquisition interne ont mis en lumière les méthodes de gouvernance des dirigeants et notamment l'acquisition du nouveau siège parisien en 2004, surévalué de 40 millions d'euros à la suite de rapports d'audit interne, la participation dans la société Marne et Champagne soldée en 2005 par une perte de 38 millions d'euros ou encore des investissements dans des groupes comme Enron, Swiss Air ou encore Sabena.

## Nouvelles activités professionnelles
En 2011, il ouvre une société de conseil au Maroc dénommée Chami consulting. Pour améliorer ses relations avec le Maroc, il avait fait acheter par les Caisses d'épargne une part du capital d'une banque marocaine, le CIH, à un prix très élevé.
En avril 2013, dans le cadre de l'affaire Karachi, il reconnaît que Ziad Takieddine possédait un compte à la Caisse d'épargne pour y placer des fonds libyens.

### Autres mandats sociaux
Il est ou a été (à compléter) :
- président du conseil de surveillance de la Financière Oceor ;
- membre du conseil de surveillance de CNP Assurances ;
- administrateur de Sopassure ;
- président de Sas Erixel ;
- représentant permanent et administrateur de Sogima ;
- président du conseil d'administration du Centre national d'enseignement à distance ;
- membre du conseil de surveillance de Veolia Eau (Compagnie générale des eaux) ;
- membre du conseil de surveillance de SAS IDF Tele ;
- vice-président du conseil de surveillance du Crédit immobilier ;
- membre du conseil de surveillance d'Europacorp ;
- membre du conseil d'administration de Sodexho Alliance ;
- administrateur de la Caisse des Dépôts Développement ;
- membre du conseil de surveillance de Cetelem ;
- membre du Conseil d'administration de Douja Promotion Groupe Addoha, le premier groupe d'immobilier au Maroc ;
- administrateur de la Société nouvelle d'exploitation de la Tour Eiffel ;
- administrateur de l'université Paris Descartes ;
- président du conseil d'administration de Sicp ;
- membre du conseil de surveillance de CDC Entreprises.

### Autres fonctions
- Vice-président du Groupement européen des caisses d'épargne
- Membre du comité exécutif de la Fédération bancaire française
- Membre du conseil d'administration du Groupement national de la coopération
- Trésorier de la Fondation Belem
- Président de la Fondation des Caisses d'épargne pour la solidarité

## Prix et récompenses
- Officier de l'ordre national du Mérite
- Officier de la Légion d'honneur (chevalier en 1996[23])
- Commandeur de l'ordre du Ouissam alaouite (2007)[24].

## Ouvrages
- Emmanuel Galiero et Charles Milhaud, Qui veut la peau de l'écureuil ? : Petite histoire d'une manipulation, Monaco, Alphée Éditions, 2009, 265 p. (ISBN 978-2-7538-0527-9)[16]
- Jean-Louis Hébert, 60 ans de construction du Groupe caisse d'épargne : Une histoire pour demain, Gallimard, 2002 (ISBN 978-2-74-242147-3)